# Castel-Sarrazin
Castel-Sarrazin är en kommun i departementet Landes i regionen Nouvelle-Aquitaine i sydvästra Frankrike. Kommunen ligger i kantonen Amou som tillhör arrondissementet Dax. År 2022 hade Castel-Sarrazin 576 invånare.

## Befolkningsutveckling
Antalet invånare i kommunen Castel-Sarrazin
Referens:INSEE